# Dorfkirche Klein Marzehns

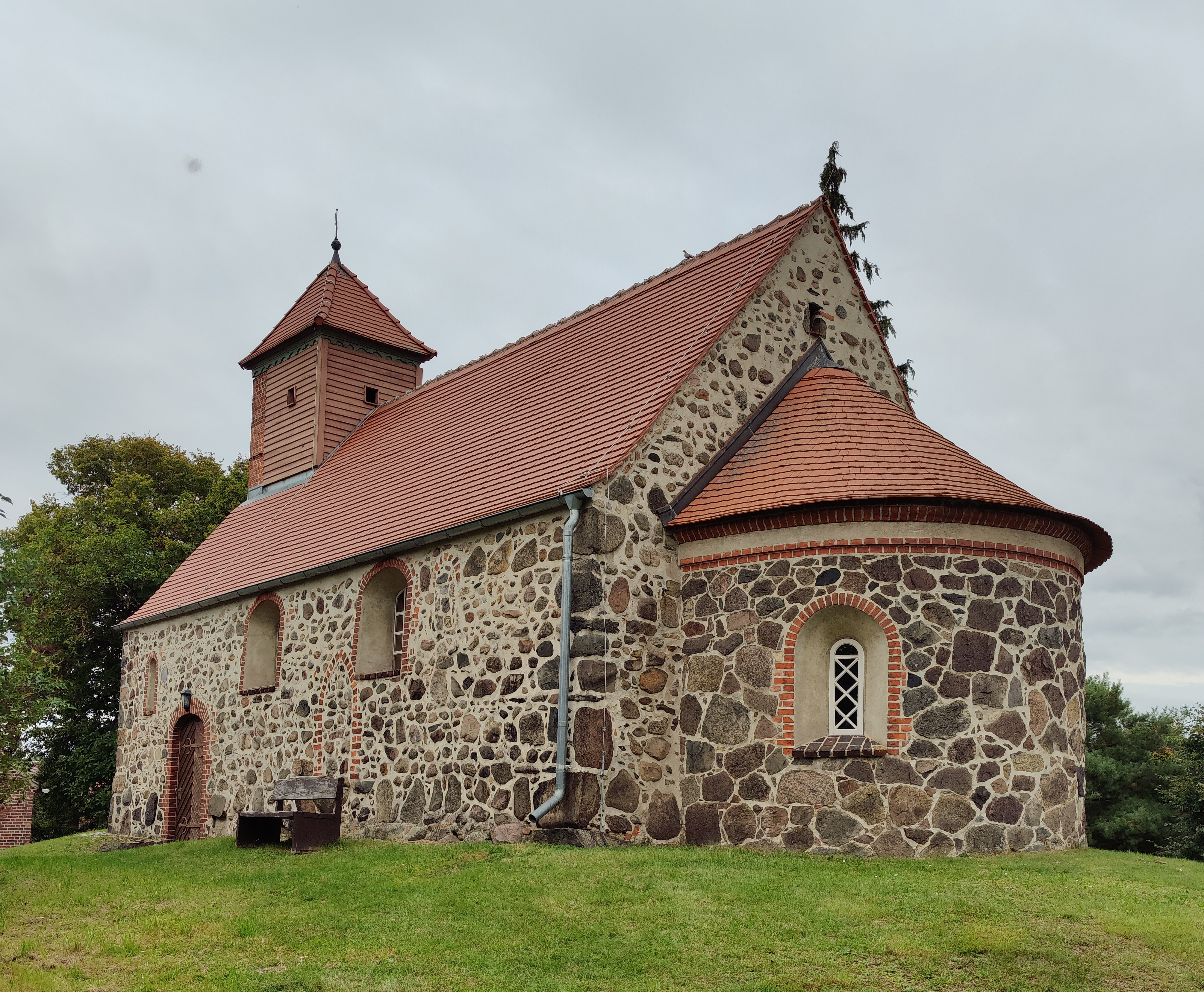
Dorfkirche Klein Marzehns

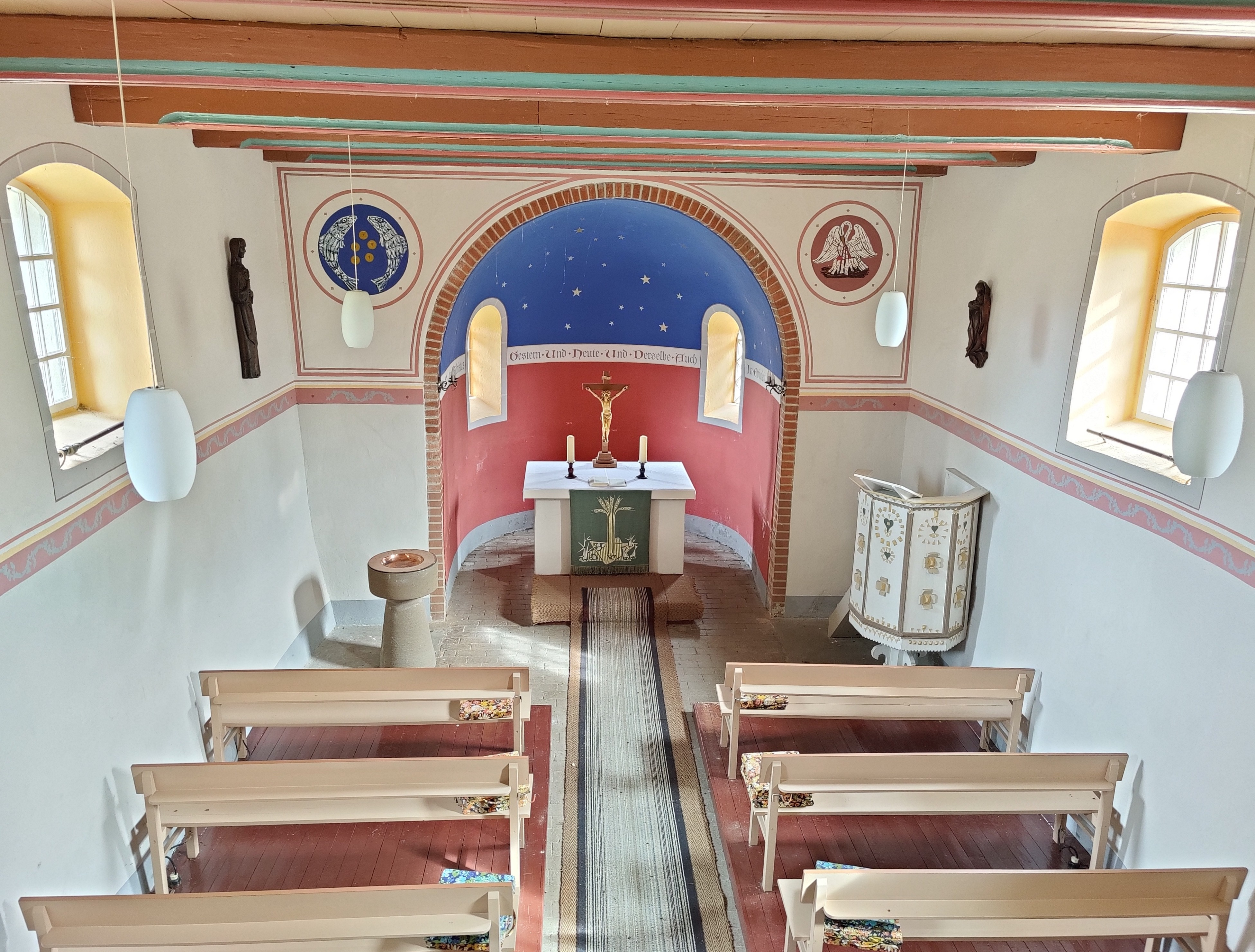
Innenraum (2021)

Die evangelische, denkmalgeschützte Dorfkirche Klein Marzehns steht in Klein Marzehns, einem Ortsteil der Gemeinde Rabenstein/Fläming im Landkreis Potsdam-Mittelmark in Brandenburg. Die Kirchengemeinde gehört zum Kirchenkreis Mittelmark-Brandenburg der Evangelischen Kirche Berlin-Brandenburg-schlesische Oberlausitz.

## Beschreibung
Die Saalkirche mit Apsis ist eine spätgotische Feldsteinkirche. Sie wurde im 19. Jahrhundert erweitert, und zwar im Osten mit einer neuromanischen, halbrunden Apsis und im Westen auf dem Satteldach des Langhauses mit einem quadratischen Dachturm, dessen Wände bis auf die massive Westseite mit Holz verschalt sind, und der mit einem Pyramidendach bedeckt ist. Im selben Zeitraum wurden die Fenster mit einem Gewände aus Backsteinen rundbogig vergrößert. An der Südseite wurde das spitzbogige Portal zugemauert und weiter westlich ein rundbogiges eingebrochen, dessen Gewände ebenfalls aus Backsteinen ist.
Der Innenraum ist mit einer Holzbalkendecke überspannt. Auf der Empore im Westen, unter der eine Winterkirche eingerichtet wurde, steht eine kleine Orgel von Ludwig Glöckner mit drei Registern auf einem Manual und angehängtem Pedal.